# Vetenskapsåret 1789

## Händelser

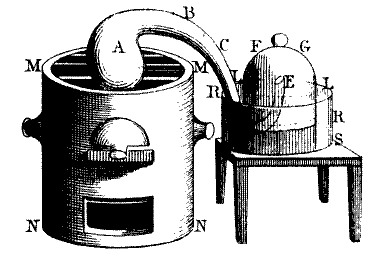
Lavoisiers flogistonexperiment, bild från Traité élémentaire de chimie.

- 10 juli - Alexander Mackenzie utforskar Mackenzieflodens delta.
- Antoine de Jussieu publicerar sin bok Genera Plantarum.
- Martin Heinrich Klaproth upptäcker grundämnena zirkonium och uran.
- Antoine Lavoisier publicerar sin bok Traité élémentaire de chimie, ansedd att vara den första moderna kemiboken, där han formulerar lagen om massans bevarande och förnekar existensen av flogiston.
- Gilbert White publicerar The Natural History and Antiquities of Selborne.

### Anatomi
- Okänt datum - Antonio Scarpa publicerar Anatomicæ disquisitiones de auditu et olfactu, en klassisk avhandling om hörsel och luktorgan.[1]

### Botanik
- Okänt datum - Antoine Laurent de Jussieu publicerar Genera Plantarum: secundum ordines naturales disposita, juxta methodum in Horto regio parisiensi exaratam, anno M.DCC.LXXIV, som länge blir en grund för klassificeringssystemet för gömfröväxter.[2]

## Pristagare
- Copleymedaljen: William Morgan, walesisk läkare.

## Födda
- 7 februari - Joakim Frederik Schouw (död 1852), dansk naturforskare.
- 16 mars - Georg Ohm (död 1854), tysk fysiker.
- 26 mars - William Charles Redfield (död 1857), amerikansk meteorolog.
- 21 augusti - Augustin Louis Cauchy (död 1857), fransk matematiker.
- 9 september - William Cranch Bond (död 1859), amerikansk astronom.
- 28 september - Richard Bright (död 1858), brittisk läkare.
- 25 oktober - Heinrich Schwabe (död 1875), tysk astronom.
- 1 november - Johan Emanuel Wikström (död 1856), svensk botaniker.

## Avlidna
- 25 maj - Anders Dahl (född 1751), svensk botaniker, Linné-lärjunge.
- 23 november - Anders Hellant (född 1717), svensk astronom.

### Fotnoter
1. ↑  Richardson, Benjamin Ward (26 februari 1886). ”Antonio Scarpa, F.R.S., and Surgical Anatomy”. The Asclepiad (London: Longmans, Green and Co.) "4" (16):  ss. 128–157. https://books.google.com/?id=-xVCQGjm3ZEC. Läst 10 juni 2008.
2. ↑  ”De Jussieu”. Arkiverad från originalet den 5 juni 2013. https://web.archive.org/web/20130605123728/http://www.1911encyclopedia.org/De_Jussieu.